# Parafia św. Anny w Liszkowie
Parafia Świętej Anny w Liszkowie jest jedną z 9 parafii leżącą w granicach dekanatu złotnickiego. Erygowana na przełomie XII i XIII wieku.

## Dokumenty
Księgi metrykalne: 
- ochrzczonych od 1764 roku
- małżeństw od 1764 roku
- zmarłych od 1764 roku